# Strawberry candle
『Strawberry candle』（ストロベリー・キャンドル）は、田村ゆかりの3作目のミニアルバム。2019年5月22日にCana ariaから発売された。

## 概要
田村ゆかりの3作目のミニアルバム。自身のプライベートレーベル「Cana aria」から発表された2作目のミニアルバムである。収録曲は全編新曲で構成されている。

## 収録曲
CD
1. 聴こえないように♡ [4:17]
作詞・作曲・編曲：清竜人
文化放送「田村ゆかりの乙女心♡症候群」オープニング
2. Darling Darling [4:33]
作詞：RAM RIDER、作曲・編曲：三好啓太
3. セルフィッシュ [4:00]
作詞・作曲：RAM RIDER、編曲：RAM RIDER・FILTER SYSTEM
4. 花チル夜道 [4:38]
作詞：松井五郎、作曲・編曲：鈴木智貴
5. Libido zone [4:34]
作詞：松井五郎、作曲・編曲：大島こうすけ
6. シレーヌの心音 [3:52]
作詞：松井五郎、作曲：大島こうすけ・加藤沙香菜、編曲：大島こうすけ
7. 未来の果てにEscort [4:09]
作詞：松井五郎、作曲・編曲：板垣祐介
8. 逢うたびキミを好きになる [3:24]
作詞：松井五郎、作曲・編曲：板垣祐介

DVD
1. 聴こえないように♡ Music Video[3]
2. Music Video Making